# Rivière Dartmouth
Pour les articles homonymes, voir Dartmouth.
La rivière Dartmouth est un affluent de la baie de Gaspé laquelle s'ouvre sur le littoral Ouest du golfe du Saint-Laurent. Cette rivière coule dans les monts Chic-Chocs, dans les territoires non organisés de Rivière-Saint-Jean et de Collines-du-Basque, ainsi que dans la ville de Gaspé, dans la municipalité régionale de comté (MRC) de La Côte-de-Gaspé, dans la région administrative de la Gaspésie-Îles-de-la-Madeleine, au Québec, au Canada.
La rivière Dartmouth traverse successivement les cantons de Larocque, de Beaujeau, de Champoux, de Blanchet, de Sydenham et de Baie-de-Gaspé-Sud.
Cette rivière est renommée pour la pêche sportive au saumon.

## Géographie
La "rivière Dartmouth" prend sa source à l'embouchure du Lac Dartmouth (longueur : 0,7 km ; altitude : 414 m), situé dans le canton de Larocque, dans le territoire non organisé de Rivière-Saint-Jean. Ce lac est situé sur le versant Nord de la ligne de partage des eaux avec les bassins versants de la rivière Mississippi (Gaspé) (côté Est), le ruisseau des Étroits (côté Sud) et le ruisseau Fall (côté Ouest). L'embouchure du lac est situé à :
- 36,9 km au sud du littoral Sud du Golfe du Saint-Laurent ;
- 34,1 km à l'Ouest du pont du bassin du Nord-Ouest de la Baie de Gaspé ;
- 4,7 km à l'Est de la limite du comté de Gaspé-Ouest et 7,4 km au Sud de la limite du canton de Beaujeu.

À partir du lac de tête, la "rivière au Dartmouth" coule sur 81,0 km, répartis selon les segments suivants :
Cours supérieur de la rivière (segment de 54,4 km)
- 9,0 km vers le Nord, jusqu'à la limite du canton de Beaujeu ;
- 3,7 km vers le Nord-Ouest, jusqu'à la décharge du "Lac aux Oies" (venant de l'Ouest) ;
- 4,1 km vers le Nord, jusqu'à la limite du territoire non organisé du Collines-du-Basque ;
- 2,7 km vers le Nord, dans le territoire non organisé du Collines-du-Basque (canton de Champou) jusqu'à la limite du territoire non organisé de Rivière-Saint-Jean ;
- 2,1 km, vers le Nord-Est, dans le territoire non organisé de Rivière-Saint-Jean, jusqu'à la confluence du ruisseau Slow (venant de l'Ouest) ;
- 5,9 km vers le Nord-Est, jusqu'à la confluence du ruisseau Hole (venant du Nord-Ouest) ;
- 3,2 km vers le Nord-Est, serpentant jusqu'à la confluence du ruisseau Louison (venant du Nord-Ouest) ;
- 9,2 km vers le Sud-Est, serpentant jusqu'à la confluence du ruisseau Brannan (venant du Sud-Ouest) ;
- 3,7 km vers le Sud-Est, jusqu'à la confluence du ruisseau De Beaujeu (venant du Nord-Ouest) ;
- 1,6 km vers le Sud-Est, jusqu'à la confluence du ruisseau Logan (venant du Sud-Ouest) ;
- 2,4 km vers le Sud-Est, jusqu'à la confluence du ruisseau Eden (venant du Sud) ;
- 2,3 km vers le Nord-Est, jusqu'à la confluence du ruisseau venant de la "Coulée à Lebouthillier" ;
- 4,5 km vers l'Est, en formant une courbe vers le Sud, jusqu'à la confluence du ruisseau Blanchet (venant du Nord) ;

Cours inférieur de la rivière (segment de 26,6 km)
- 4,3 km vers le Sud-Est, serpentant jusqu'à la confluence du ruisseau Daffy (venant de l'Ouest) ;
- 2,3 km vers le Sud-Est, jusqu'au ruisseau Béchervais ;
- 4,0 km vers le Sud-Est, jusqu'à la confluence du ruisseau du Pas de Dame (venant de l'Ouest) ;
- 3,1 km vers le Sud-Est, jusqu'à la confluence du ruisseau Salmon Hole (venant de l'Ouest) ;
- 1,4 km vers le Sud-Est, jusqu'à la confluence du ruisseau Stoney (venant du Nord) ;
- 0,6 km vers le Sud-Est, jusqu'à la confluence du ruisseau du Lac Davis (venant du Nord) ;
- 2,9 km vers le Sud-Est, jusqu'à la confluence de la rivière de la Petite Fourche (rivière Dartmouth) (venant du Nord) ;
- 2,5 km vers le Sud-Est, jusqu'à la confluence du ruisseau Adélard Lacombe (venant du Nord) ;
- 2,1 km vers le Sud-Est, jusqu'à la confluence du ruisseau Oscar-Fournier (venant du Nord) ;
- 3,4 km vers le Sud-Est, jusqu'au pont du bassin du Nord-Ouest, de la Baie de Gaspé.

Dans le cours inférieur, cette rivière constitue la limite sud-ouest du canton de Sydenham et la limite nord-est du canton de Baie-de-Gaspé-Sud. La confluence de la rivière constitue un delta qui est parsemé de plusieurs îlots et îles et qui se termine dans le havre de Gaspé. Ce havre est protégé par la presqu'île de Penouille (s'avançant de la rive Nord) et la "Barre de Sandy Beach" s'avançant de la rive Sud. Ce havre fait partie de la baie de Gaspé laquelle s'ouvre sur le littoral Ouest du golfe du Saint-Laurent.

## Toponymie
À cause de l'influence des loyalistes dans le secteur, ce toponyme "Dartmouth" évoque une ville et un port du sud du Devon, en Grande-Bretagne. Plusieurs lieux des États-Unis sont désignés "Dartmouth", surtout dans les anciennes colonies d'où provenaient les Loyalistes. La carte de Samuel Holland (1803) utilise la désignation Gaspe R., ainsi que celle de William Sax (1829), Yarmouth River sur la carte de Russell (1861) et R. Dartmouth, nom inchangé depuis la publication de la carte de la province de Québec conçue en 1870 par Eugène Taché.
Le toponyme "Dartmouth" a été officialisé le 5 décembre 1968 à la Commission de toponymie du Québec.